# HLA-B27
L'antigène HLA-B27 (human leucocyte antigen B27) est un antigène de surface de classe I, codé par le locus B du complexe majeur d'histocompatibilité, sur le chromosome 6. Sa fréquence dans la population générale varie de 8 % chez les Européens à 0,5 à 1 % chez les Japonais. Sa présence est associée à un certain nombre de maladies auto-immunes, comme la spondylarthrite ankylosante, ce qui signifie qu'un individu porteur du HLA-B27 a significativement plus de risque de développer ces maladies qu'un autre individu.  

## Éclairage
C'est une dénomination, selon des considérations génétiques, d'une variante du gène situé sur le locus B du Chromosome 6 humain. 
Le gène en question permet aux cellules de produire les molécules du CMH qui joue un rôle clef dans les mécanismes de reconnaissance du système immunitaire.
L'allèle HLA-B27 de ce gène est fortement associé à certaines maladies immunitaires (par exemple les spondyloarthropathies).
Les personnes qui ont un groupe tissulaire HLA-B27 + sont prédisposées à certaines maladies immunitaires dégénératives. Les articulations, le système digestif ainsi que les yeux peuvent être touchés.
Il est à noter que les individus "HIV controllers" — chez qui l'évolution de l'immunodéficience est notablement plus lente que pour les autres sujets atteints — possèdent des allèles codant les HLA-B27, B57 ou C14.

## Répartition géographique du HLA-B27
Dans la population générale, environ 8 % des Européens, 4 % d'Africains, 2-9 % de Chinois, et de 0,1 à 0,5 % de Japonais possèdent l'antigène HLA-B27. En Scandinavie septentrionale (Laponie), 24 % des gens sont HLA-B27 positifs alors que 1,8 % sont atteints de spondylarthrite ankylosante.

## Associations morbides
Le HLA-B27 est fréquemment retrouvé dans la spondylarthrite ankylosante, maladie caractérisée par un enraidissement du rachis et des troubles divers.
Le HLA-B27 est également impliqué dans le syndrome de Reiter, dans certains troubles oculaires tels que l'uvéite antérieure aiguë et l'iritis ainsi que dans l'arthrite psoriasique et les maladies inflammatoires chroniques intestinales.